# Gambusia marshi
El guayacón de nadadores (Gambusia marshi) es un pez dulceacuícola endémico del estado de Coahuila. 

## Clasificación y descripción
Es un pez de la familia Poeciliidae del orden Cyprinodontiformes. Es un pez pequeño que alcanza una talla máxima de 51 mm de longitud patrón. Su cuerpo es estrecho pero relativamente alto, tiene la cabeza aplanada anteriormente con la boca dirigida dorsalmente. Esta especie puede presentar dos patrones de coloración distintos: la “fase moteada” y la “fase negra”. Los animales de la fase moteada son de color blanco amarillento con una banda lateral delgada que atraviesa su cuerpo llegando hasta la aleta caudal y una serie de hileras de escamas con los márgenes oscuros que le brindan una apariencia rayada en la parte inferior del vientre, mientras que la porción dorsolateral está moteada con melanóforos oscuros. Los animales de la fase negra son color amarillo metálico con una banda dorsal negra, aleta dorsal ligeramente anaranjada con la punta oscura y una coloración azul acero en la porción lateral y el dorso amarillento con una banda medio dorsal. Es un pez generalista aunque muestra preferencia por el detritus y los insectos. Su reproducción es estacional, con alta actividad en primavera y el verano; la temporada reproductiva suele asociarse al hábitat, siendo más extendida en las lagunas donde la especie se reproduce todo el año. Los machos pueden alcanzar los 2,4 cm de longitud total.

## Distribución
Se distribuye en el río Sabinas, parte alta de la cuenca del río Salado de los Nadadores y en Cuatro Ciénegas, Coahuila.

## Ambiente
Habita en una gran variedad de ambientes, entre los cuales se incluyen: arroyos grandes y pequeños, zanjas y arroyos alimentados por manantiales, lagunas, humedales y ríos, todos ellos con profundidades menores a 1 m.

## Estado de conservación
Se desconoce el estado de conservación de esta especie. Este pez endémico se encuentra enlistado en la Norma Oficial Mexicana 059 (NOM-059-SEMARNAT-2010) como especie Amenazada (A); aún no ha sido evaluado por la Unión Internacional para la Conservación de la Naturaleza (UICN), por lo que no se encuentra en la Lista Roja.